# Coal Valley
Coal Valley is een plaats (village) in de Amerikaanse staat Illinois, en valt bestuurlijk gezien onder Henry County en Rock Island County.

## Demografie
Bij de volkstelling in 2000 werd het aantal inwoners vastgesteld op 3606. In 2006 is het aantal inwoners door het United States Census Bureau geschat op 3975, een stijging van 369 (10,2%).

## Geografie
Volgens het United States Census Bureau beslaat de plaats een oppervlakte van 7,4 km², geheel bestaande uit land. Coal Valley ligt op ongeveer 171 m boven zeeniveau.
Coal Valley ligt aan de Rock River, een zijrivier van de Mississippi met een lengte van naar schatting 459 kilometer.

## Plaatsen in de nabije omgeving
De onderstaande figuur toont nabijgelegen plaatsen in een straal van 12 km rond Coal Valley.